# Миланес, Абдон
Абдон Фелинто Миланес (порт. Abdon Felinto Milanez; 10 августа 1858, Арея — 1 апреля 1927, Рио-де-Жанейро) — бразильский композитор, музыкальный администратор, чиновник и политик.
Родился в семье медика и политика Абдона Миланеса. Окончил в 1880 году Политехническую школу Рио-де-Жанейро (ныне в составе Федерального университета Рио-де-Жанейро) как инженер. Работал в различных бразильских компаниях по строительству железных дорог, в том числе в компании, строившей Железную дорогу Корковаду, затем, в конце 1880-х гг., сотрудник Инспекции по территориям и колонизации. В начале 1890-х гг. на руководящих должностях в Управлении по иммиграции в Европе (порт. Superintendência de Imigração na Europa) — организации, занимавшейся вербовкой мигрантов для работы в Бразилии. Вернувшись в Бразилию, в 1900 г. возглавил в Рио-де-Жанейро управление по уборке общественных территорий. В 1903—1905 гг. депутат Палаты депутатов Бразилии от штата Параиба. Затем занимал ещё ряд небольших государственных должностей — в частности, в 1912—1916 гг. был представителем министерства сельского хозяйства Бразилии в правительственной Службе по экономическому продвижению и пропаганде бразильских товаров в Европе (порт. Serviço de Expansão Econômica e Propaganda dos Produtos Brasileiros na Europa), в связи с чем жил и работал в Италии и Швейцарии.
Одновременно со всей этой работой Миланес всю жизнь увлечённо занимался музыкой, хотя и не получил систематического музыкального образования. В студенческие годы он начал сочинять фортепианные вальсы и польки, в 1886 году дебютировал в области музыкального театра с опереттой «Девица Теодора» (порт. A donzela Theodora) на либретто Артура Азеведу по мотивам бразильского фольклора. За ней последовали оперетты «Любовная лотерея» (порт. A loteria do amor, либретто Энрике Коэлью Нету), «Клюв попугая» (порт. O bico do papagaio, либретто Эдуарду Гарриду), «Ключ от ада» (порт. A chave do inferno, либретто Домингоса Кастру Лопеса) и наконец опера «Новый урожай» (порт. Primizie; 1904, либретто Эйтора Малагутти). Миланесу также принадлежит ряд вокальных произведений и гимн штата Параиба (на слова Аурелио де Фигейреду).
В 1916—1923 гг. возглавлял Национальный институт музыки в Рио-де-Жанейро.